# Dolomedes stellatus
Dolomedes stellatus är en spindelart som beskrevs av Kishida 1936. Dolomedes stellatus ingår i släktet Dolomedes och familjen vårdnätsspindlar. Inga underarter finns listade i Catalogue of Life.